# Никола Димитров (лекар)
Вижте пояснителната страница за други личности с името Никола Димитров.
Никола Георгиев Димитров е български лекар.

## Биография
Роден е през 1890 г. в София. През 1920 г. завършва медицина в Лайпциг, а след което специализира отново в Лайпциг и в Берлин. В периода 1921 – 1926 г. е асистент в Първа хирургия в София. След това, до 1961 г., е старши лекар и началник на хирургическото отделение в „Червен кръст“ и на отделенията в Окръжна и Транспортна болница. Автор е на експерименталния труд „Върху резорптивните явления при лекуването на хемангиомите с магнезици по Payz“ (1925). Умира през 1975 г. в София.